# Marcel Ulrici
Marcel Ulrici, né le 23 mars 1901 à Fourmies (Nord) et mort le 28 janvier 1964 à Fourmies, est un homme politique français.

## Biographie
Marcel Ulrici naît le 23 mars 1901 à Fourmies dans le Nord. Il travaille dans une entreprise comme ajusteur-mécanicien. Pendant l'Occupation, Il prend part à la Résistance.
Après-guerre, il s'engage en politique : maire de Fourmies en avril 1945, fonction qu'il exerce jusqu'en 1953, il est élu conseiller général du canton de Trélon en septembre 1945 (jusqu'en 1951).
S'étant présenté sans succès aux élections législatives de 1946, 1948 et 1951 sur la liste du PCF conduite par Henri Martel, il est candidat aux élections sénatoriales sur une liste également menée par ce dernier. Il devient sénateur en juillet 1951 en tant que second de liste après la démission d'Henri Martel élu député.
Il perd ce mandat de sénateur en mai 1952 pour le retrouver en 1956, en remplacement d'Isabelle Claeys démissionnaire. Réélu en 1958, il termine son mandat l'année suivante, la liste communiste n'ayant remporté qu'un siège.

## Détail des fonctions et des mandats
Mandat parlementaire
- 1951 à 1952 et 1956 à 1959 : Sénateur du Nord